# Chikwenye Okonjo Ogunyemi
Chikwenye Okonjo Ogunyemi, née en 1932, est une universitaire nigériane, critique littéraire et écrivaine.
Elle a enseigné au Sarah Lawrence College et est surtout connue pour ses articles et livres sur la théorie du womanism et de la diaspora africaine.

## Biographie
Chikwenye Okonjo Ogunyemi est née en 1932, au Nigeria. Critique littéraire et écrivaine, elle a enseigné au Sarah Lawrence College et est surtout connue pour ses articles et livres sur la théorie du womanism et de la diaspora africaine.
Professeur de littérature et président des études mondiales au Sarah Lawrence College de Yonkers, New York, elle a édité, en collaboration avec Tuzyline Jita Allan, une anthologie d'essais intitulée Twelve Best Books by African Women: Critical Readings, qui a été publiée en 2009.

## Intérêts militants
Chikwenye Okonjo Ogunyemi s'inscrit dans la mouvance womaniste, branche féministe qui souligne l’inclusion des considérations raciales aux questions sexuelles. C'est l'écrivaine américaine Alice Walker, dans son roman Coming Apart, qui a ajouté au lexique féministe le terme « womanism », « dont l’origine se trouve dans l’expression populaire noire – womanish dénotant l’audace, le courage, la démesure et la soif de connaissance ». Une personne womaniste n’est pas une séparatiste, elle choisit de « se consacrer à la survie et au bien-être du peuple dans son ensemble, hommes et femmes inclus ».
Le womanisme, en tant que concept proche du féminisme noir, se situe au cœur même des principes de base du féminisme. Le féminisme africain répond aux interrogations, notamment posées par la féministe Zillah Eisenstein, qui questionnent l'existence d'un « centre polyversal », rattaché à une idée universelle ayant des expressions locales, ainsi que la reconnaissance de l'existence centres de féminismes autres qu’occidentaux.
Au Nigéria, Chikwenye Okonjo Ogunyemi développe et soutient le Womanisme Africana, qui, pour elle, constitue une meilleure alternative au féminisme occidental, qui ne reconnait pas les normes et les différences culturelles africaines.

## Carrière littéraire
En 1996, Chikwenye Okonjo Ogunyemi publie Africa Wo / man Palava: Le roman nigérian des femmes. Dans cet ouvrage, elle présente une nouvelle théorie womaniste et féministe de la littérature nigériane, basée sur l'analyse des travaux de huit écrivaines nigérianes, à savoir Zaynab Alkali, Simi Bedford, Buchi Emecheta, Funmilayo Fakunle, Flora Nwapa, Eno Obong, Ifeoma Okoye et Adaora Lily Ulasi. Au sujet de cet ouvrage, l'autrice explique que le courant womaniste est une question politique et que si elle applique ce concept dans sa recherche, elle ne catalogue pas les autrices étudiées.
Aux côtés des critiques littéraires Helen Chukwuma et Omolara Ogundipe-Leslie, elle explore les idées postcoloniales et s'oppose au travail de ce qu'elle nomme les « critiques phalliques ».

## Œuvres choisies
- (en) Chikwenye Okonjo Ogunyemi et Jita Allan Tuzyline, Twelve best books by African women : critical readings, Ohio University Press, 2009 (ISBN 978-0-89680-266-7).
- (en) Chikwenye Okonjo Ogunyemi, Africa wo/man palava: The Nigerian novel by women, University of Chicago Press, 1996 (ISBN 9780226620855).
- (en) Chikwenye Okonjo Ogunyemi, « Womanism: The Dynamics of the Contemporary Black Female Novel in English », Signs, vol. 11, no 1,‎ 1985, p. 63-80 (ISSN 0097-9740, DOI 10.1086/494200, JSTOR 3174287).